# Zeche Vereinigte Gewalt & Gottvertraut
Die Zeche Vereinigte Gewalt und Gottvertraut war ein Steinkohlenbergwerk in Essen. Diese Zeche entstand 1890 aus der Konsolidation mehrerer älterer Steinkohlenabbaubetriebe im Gebiet um Überruhr. Aus den Zechen Ver. Gewalt, Ver. Gottvertraut, Ölzweig, Faulevott und einigen anderen wurde eine neue bergrechtliche Gewerkschaft gegründet.

## Bergwerksgeschichte
Die Zeche Ver. Gewalt hatte seit 1770 als Stollenbetrieb bestanden. 1810 wurde durch senkrechte Schächte zwischen den Stollensohlen mit dem Tiefbau begonnen. Der 1852 geteufte Schacht Carl wurde mit der ersten doppelgleisigen Fahrkunst des Ruhrgebietes ausgestattet.
In den 1860er Jahren erreichte die Zeche zeitweise Förderungen von über 100 000 t. Allerdings wurde der Zechenbetrieb immer wieder durch eintretende Hochwässer der Ruhr beeinträchtigt.
1886 wurde der Betrieb auf Ver. Gewalt wegen Insolvenz eingestellt. Nach Konsolidation mit den Nachbarzechen wurde der Stollenbetrieb erneut eröffnet, und bis zur erneuten Liquidation der Gewerkschaft 1902 betrieben.
1920 wurde die Gewerkschaft noch einmal restituiert. Die auf Stollensohle Faulevott verbliebenen Vorräte konnten allerdings keine lange Lebensdauer mehr gewährleisten, so dass der Betrieb 1924 endgültig eingestellt wurde.